# Толстов, Архип Иванович
Архип Иванович Толстов (5 декабря 1900, с. Коптяжево, Самарская губерния, Российская империя — 26 мая 1955, Москва, СССР) — советский военачальник, генерал-майор (03.06.1943).

## Биография
Родился 5 декабря 1900 года в селе Коптяжево, ныне Пилюгинский сельсовет, Бугурусланский район, Оренбургская область. Русский.

### Военная служба

#### Гражданская война
15 июня 1919 года Бугурусланским уездным военкоматом Толстов был призван в Красную армию и зачислен красноармейцем в 48-й запасной стрелковый полк 1-й армии Восточного фронта в город Кузнецк. С сентября служил в 481-м стрелковом полку в городе Алатырь, с декабря — в 526-м стрелковом полку этих же армии и фронта. В составе этих частей участвовал в боях против войск адмирала А. В. Колчака под Уфой, Челябинском, Курганом, Златоустом, Акмолинском, Семипалатинском, прошел вплоть до границы с Китаем. В апреле 1920 года окончил учебную команду 526-го стрелкового полка, произведен в младшие командиры и назначен пом. командира взвода. С этим же полком участвовал в подавлении восстания в города Верный (Алма-Ата), затем был направлен в Семипалатинскую область комиссаром отряда по сбору оружия у населения. В августе 1920 года, находясь в составе 22-го Туркестанского стрелкового полка, был послан в Ферганскую область на подавление восстания басмачей, и. д. отделенного командира и политрука роты. С октября того же года был политруком роты 16-го Туркестанского стрелкового полка Ферганской группы войск. Член ВКП(б) с 1920 года. В апреле 1921 года откомандирован на учёбу на 4-е пехотные курсы в город Ташкент, переименованные затем в Объединённую военную школу им. В. И. Ленина.

#### Межвоенные годы
В послевоенный период Толстов с сентября 1924 года, по окончании школы, проходил службу в Бухаре в 10-м Туркестанском стрелковом полку 4-й Туркестанской стрелковой дивизии Туркестанского фронта (с июля 1926 года — САВО), и. д. командира взвода, врид командира роты, командира взвода полковой школы. В марте 1927 года переведён в Объединённую военную школу им. В. И. Ленина, где служит командиром взвода и курсовым командиром. В её составе в октябре — ноябре 1927 года сражался с басмачами Джунаид-хана под Хорезмом.
В феврале 1929 года Толстов был направлен в Сибирский военный округ. По прибытии назначен в 118-й стрелковый полк 40-й стрелковой дивизии в город Ачинск, где занимал должности командира роты младших командиров, начальника штаба учебного батальона, командира стрелкового батальона. В начале 1933 года убыл с полком на Дальний Восток. В апреле 1933 года зачислен слушателем в Военную академию РККА им. М. В. Фрунзе (основной курс, мотомехотделение), по её окончании в ноябре 1936 года назначен начальником штаба 2-го мотополка 1-й мотодивизии МВО в городе Ярославль. Затем в этой же дивизии и. д. командира учебного танко-химического батальона, командира 2-го мотополка, начальника разведывательного отделения штаба дивизии. 1 марта 1938 года за успехи в боевой подготовке Толстов был награждён орденом Красной Звезды.
В сентябре 1938 года направлен на учёбу в Академию Генштаба РККА. В сентябре 1939 года по приказу наркома обороны СССР майор Толстов был отозван со 2-го курса и назначен начальником штаба 72-й стрелковой дивизии 12-й армии. В её составе принимал участие в походе Красной армии в Западную Украину (Винница, Львов, Стрый, Перемышль, Калуш). В конце 1939 года убыл с дивизией на Северо-Западный фронт и участвовал в Советско-финляндской войне 1939—1940 гг. Дивизия вела боевые действия севернее Ладожского озера в районе Питкяранта, находясь в подчинении 8-й, затем 15-й армий. За образцовое выполнение боевых заданий Командования на фронте борьбы с финской белогвардейщиной и проявленные при этом доблесть и мужество майор Толстов был награждён орденом Красного Знамени. Весной и летом 1940 года он в составе дивизии принимал участие в походах Красной армии в Северную Буковину и Бессарабию. С июля 1940 года по сентябрь 1941 года состоял в распоряжении отдела спецзаданий Разведывательного управления Генштаба Красной армии (находился в командировке в Китае).

#### Великая Отечественная война
В сентябре 1941 года, полковник Толстов по возвращении в СССР, был назначен командиром 381-й стрелковой дивизии, находившейся на формировании в Уральский военный округ в городе Златоуст. В ноябре 1941 года дивизия убыла на Калининский фронт, где в составе 39-й армии вела бои в районе Ржева, Старая Русса. В феврале она находилась в полуокружении, затем в окружении. Лишь 19 февраля ей удалось прорваться к своим войскам. В марте 1942 года Толстов был отстранен от командования дивизией и зачислен в распоряжение Военного совета фронта.
В конце августа назначен и. д. начальника штаба 1-й резервной армии в городе Тамбов, с 23 сентября вступил в командование 346-й стрелковой дивизией, находившейся на пополнении в Теснинских лагерях (25 км юго-восточнее Тулы). В конце октября дивизия со станции Плавск по ж. д. была переброшена на Брянский фронт, где вошла в подчинение 5-й танковой армии (с 29 октября — в составе вновь сформированного Юго-Западного фронта). В ноябре 1942 года её части в ходе начавшегося контрнаступления под Сталинградом действовали в направлении на Чернышевская, Морозовск, способствовали окружению в районе Раскопинской, Белосони войсками 5-й танковой и 21-й армий Юго-Западного фронта пехотных дивизий 4-го и 5-го румынских корпусов. В ходе наступления по приказу командования армии и фронта из дивизии было изъято большинство частей для усиления соединений первого эшелона. Дивизия в это время продвигалась за эшелоном развития успеха в направлении Избушенский, Колмыковский, Большая и Малая Донщинка в готовности к вводу в бой. С 23 ноября в распоряжение штаба 5-й танковой армии был выделен 1168-й стрелковый полк. В тот же день остатки дивизии (1164-й стрелковый полк) были введены в бой под Большой Донщинкой (дивизия действовала совместно с 8-й гвардейской бригадой), однако овладеть этим населенным пунктом не удалось. 30 ноября 1942 года Толстов был отстранен от должности «как не справившийся» и состоял в распоряжении резерва фронта, и. д. заместителя начальника штаба 6-й армии по ВПУ.
С марта 1943 года вступил в командование 267-й стрелковой дивизией Юго-Западного фронта. В августе — сентябре 1943 года дивизия в составе 6-й армии этого фронта участвовала в наступательных боях на изюм-барвенковском направлении, затем в Донбасской наступательной операции. Понеся большие потери, она была выведена на пополнение в район Ворошиловграда, где вошла в 58-ю армию резерва ВГК. В середине октября дивизия была передислоцирована на Никопольский плацдарм, где находилась в резерве командующего войсками Южного (с 20 октября 1943 г. — 4-го Украинского) фронта. В конце октября она вошла в 28-ю армию 4-го Украинского фронта и участвовала в битве за Днепр, в Мелитопольской наступательной операции. С 17 ноября дивизия входила в состав 5-й ударной и 3-й гвардейской армий 4-го Украинского фронта, с января 1944 г. — 69-й армии резерва Ставки ВГК.
В конце февраля 1944 года она была подчинена 51-й армии этого же фронта и участвовала в Крымской наступательной операции. Приказом ВГК № 0102 от 24 апреля 1944 года за отличные боевые действия при прорыве сильно укрепленной полосы обороны противника в межозерных дефиле на южном побережье Сиваша и проявленные при этом доблесть и мужество ей было присвоено почетное наименование «Сивашская», а за участи в штурме Сапун-Горы и освобождение города Севастополь она была награждена орденом Красного Знамени (24 мая 1944).
По завершении боевых действий в Крыму дивизия в составе той же 51-й армии в мае 1944 года была выведена в резерв Ставки ВГК, затем в июле переброшена на 1-й Прибалтийский фронт и участвовала в Белорусской, Шяуляйской наступательных операциях, в освобождении Латвии и Литвы. За образцовое выполнение заданий командования в боях с немецкими захватчиками, за овладение городом Паневежис (Поневеж) и проявленные при этом доблесть и мужество она была награждена орденом Суворова 2-й ст. (09.08.1944). В сентябре 1944 года генерал-майор Толстов был отстранен от командования дивизией, затем в октябре направлен на преподавательскую работу в Военную академию им. М. В. Фрунзе, и. д. преподавателя кафедры службы штабов.
За время войны комдив Толстов был три раза персонально упомянут в благодарственных в приказах Верховного Главнокомандующего.

#### Послевоенное время
После войны продолжал служить в Военной академии им. М. В. Фрунзе, и. д. старшего преподавателя кафедры общей тактики, старшего преподавателя по оперативно-тактической подготовке, он же тактический руководитель учебной группы основного факультета, старшего тактического руководителя кафедры общей тактики. В феврале 1952 года генерал-майор Толстов уволен в запас по болезни.

## Награды
- орден Ленина (21.02.1945)[5][6]
- три ордена Красного Знамени (20.05.1940[7], 03.11.1944[8][6], 15.11.1950[6])
- орден Кутузова II степени (16.05.1944)[9]
- орден Отечественной войны I степени (28.05.1943)[10]
- орден Красной Звезды (01.03.1938)[9][3]
  - медали в том числе:
  - «XX лет Рабоче-Крестьянской Красной Армии» (1938)[9]
  - «За оборону Сталинграда» (06.03.1944)[11]
  - «За победу над Германией в Великой Отечественной войне 1941—1945 гг.» (1945)

Приказы (благодарности) Верховного Главнокомандующего в которых отмечен А. И. Толстов.
- За прорыв сильно укрепленной обороны противника на Перекопском перешейке, захват города Армянск, форсирование Сиваша восточнее города Армянска и овладение важнейшим железнодорожным узлом Крыма городом Джанкой. 11 апреля 1944 года № 104.
- За овладение городом и крупным узлом коммуникаций Паневежис (Поневеж) — важным опорным пунктом обороны немцев, прикрывающим основные пути из Прибалтики в Восточную Пруссию. 22 июля 1944 года № 146.
- За овладение городом Шяуляй (Шавли) — крупным узлом коммуникаций, связывающих Прибалтику с Восточной Пруссией. 27 июля 1944 года № 155.